# Касфикис, Костано
Костано (Константин Михайлович, иногда Анастасиос) Касфикис (1892, Афины, Греция — 17 сентября 1934, Испания) — советский иллюзионист греческого происхождения, популярный в 1920—30-х годах. Предполагается, что его трюки нашли отражение в сцене сеанса в театре Варьете в романе Булгакова Мастер и Маргарита.

## Биография
По одним данным попал в Россию во время Первой мировой войны как военнопленный, по другим его отец владел в Краснодаре эстрадным театром «Арлекин», и Константин создал свой театр в подражание иностранным гастролёрам. По воспоминаниям же Петра Тарахно, Касфикис вместе с отцом в 1919 году были владельцами цирка в Екатеринодаре.
В 1929 году Касфикис уехал за границу с греческим паспортом, оставив большинство реквизита своей гражданской жене и партнёрше Клео Доротти (Клавдия Григорьевна Карасик, 1900—1974), которая выступала в цирке с иллюзионными номерами до февраля 1959 года. Артист гастролировал по Европе с женой и ассистенткой Валерией Касфикис. В 1934 году во время гастрольной поездки по Испании, двигаясь на грузовике, Костано Касфикис погиб в результате автомобильной катастрофы на 20-м километре трассы Саламанка—Тордесильяс: его голову размозжило циркулярной пилой из реквизита.

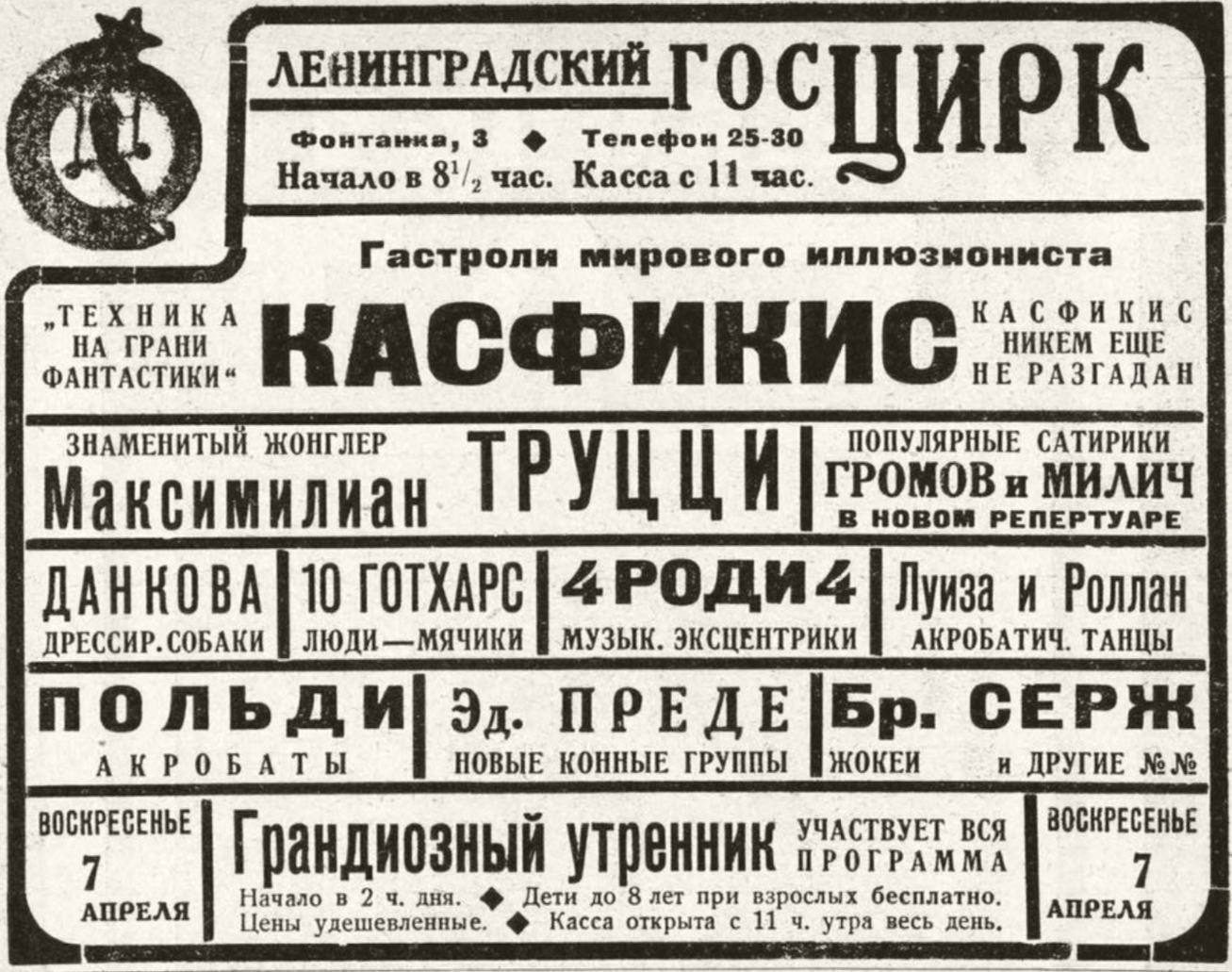
Анонс выступления 7 апреля 1929 года в Госцирке в Ленинграде

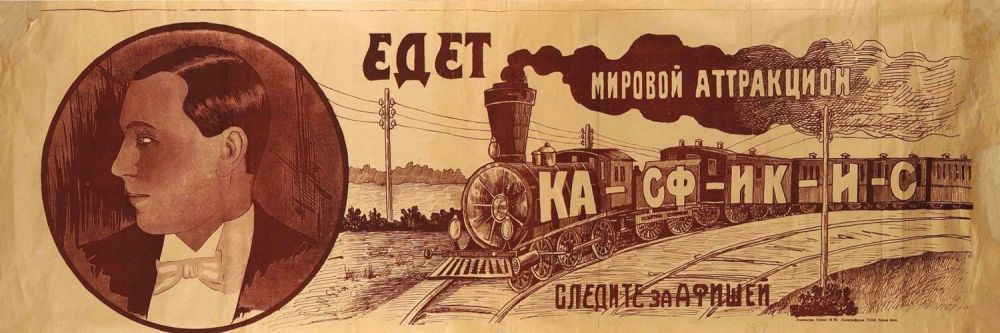
«Едет Касфикис. Мировой аттракцион»

## Выступления
В выступлениях Касфикиса участвовало множество ассистентов, в том числе лилипутов, использовался огромный аппарат:

Всемирно известный загадочный индивидуум и загадка лабораторий (500 аншлагов в Нью-Йорке и Минске) мосье Касфикис приезжает с 15 вагонами аппаратуры.— Ильф и Петров, «Театр на улице»
На выступлениях Касфикис сам проводил конферанс, говоря с нарочито-сильным греческим акцентом, чем веселил публику. Среди номеров: «Ваза фараона» (в большую вазу наливали воду, а потом из неё доставали сухих уток и гусей, а также разные предметы), «Распиливание женщины», «Летающая дама».

Представьте себе сцену, задрапированную темными, мрачными сукнами. В центре на пьедестале — человеческий скелет. Слева и справа на столиках черепа. По сцене бесшумно скользят молодые женщины, одетые «чёртиками» с хвостами и кокетливыми рожками. Подобной «чертовщиной» обставлял свой номер иллюзионист Констано Касфикис.
Есть такой трюк: «Летающая дама». Женщина ложится на кушетку, лицом к зрителям. Затем кушетку убирают, и женщина остается «висеть» в воздухе. Этот трюк Касфикис первым стал подавать как «сеанс гипноза». Он проделывал над своей ассистенткой «пассы», будто бы усыпляя её, и та, погружаясь в сон, медленно поднималась в воздух.
Эффектное зрелище! Женщина лежит, облокотившись на правую руку… Глаза закрыты… Она парит в воздухе… Под ней ничего… Одно пространство…
— Э. Кио
Также был известен трюк с машинкой для «печатания» денег (именно он, скорее всего, был использован булгаковскими Коровьевым и Воландом):

На нэпманов был рассчитан примитивный трюк «фабрика денег». В небольшой аппарат с двумя параллельными вращающимися валиками вкладывались чистые листы бумаги такого же размера, как денежные купюры. Касфикис поворачивал ручку — и из-под валиков вылетали настоящие деньги, влажные, как будто и в самом деле только что отпечатанные. Само собой понятно, что несколько настоящих денежных купюр заранее специально вкладывались в аппарат.

Очевидцы рассказывают, что однажды два нэпмана, уже несколько раз приходившие смотреть этот фокус, всерьез захотели купить у Касфикиса «фабрику денег». Тот, не моргнув глазом, тут же «отпечатал» червонец и подарил им. Нэпманы предъявили эту купюру эксперту госбанка и, убедившись, что деньги настоящие, уплатили обманщику огромную сумму за аппарат, который, естественно, очень скоро перестал «печатать» червонцы.
Также показывались номера с использованием массового гипноза. По моде тех лет, с иллюзионистов часто требовали раскрыть секреты их трюков. На одном из концертов Касфикис устроил грандиозный скандал:

Для иллюстрации того, как иногда делаются «сеансы внушения и гипноза» в цирке, расскажем о двух случаях.
Один был в этом году в Баку с иллюзионистом Касфикисом. Он вывел на сцену десять-двенадцать человек, проделал над ними массу головоломных и фантастических вещей и вызвал восторги зрителей действительно блестящими опытами. Потом Касфикис, во исполнение обещанного на афише объяснения, разоблачил свой номер: «Делается это просто, и каждый из вас может повторить все мои опыты. Для этого вы берете с биржи труда несколько безработных, платите им соответствующее вознаграждение, и они — как вы изволили видеть — прекрасно выполняют все мои приказания».

Публика устроила скандал, в сущности, несправедливый, так как больше половины цирковых гипнотизеров делает то же, но не объясняет технику номера.— Уразов И.А., «Факиры»
Представления Касификиса отличались тем, что исполнялись на арене цирка, что представляло дополнительную трудность:

Надо сказать, что Касфикис едва ли не первый из иллюзионистов с крупной аппаратурой вышел на цирковую арену (до этого фокусы показывались только на сцене). Иллюзионисту очень нужны кулисы и задник. Ведь многие фокусы показываются при помощи так называемого черного кабинета, то есть черных кулис и задника, особым образом подсвеченных, в которых «исчезают» одетые в черное ассистенты. Да и другие фокусы легче сделать на сцене, чем на арене, где зрители сидят вокруг и где очень трудно что-нибудь спрятать. Характерно, что почти ни один из известных заграничных иллюзионистов на арене не выступает, они боятся арены. Только наши артисты-фокусники постоянно работают в цирках. Но от этого уровень их мастерства резко повысился. Что же касается Касфикиса, то он, выступая на арене, выстраивал специальную палатку, отчасти заменяющую ему сцену.

## Наследие
Кроме вышеупомянутой Клео Доротти, вдова Касфикиса после его смерти стала выступать самостоятельно с шоу под сценическим псевдонимом Клеопатра Касфикис и была популярна за рубежом. Его ассистенты П. И. Златогоров и С. Л. Румашевский тоже выступали с собственной программой.
Номера Касфикса исполнял Эмиль Кио, который был знаком с Касфикисом лично:

В 1925 году, когда я уже имел в своем репертуаре целый ряд номеров, мне сообщили, что со мной хочет познакомиться Касфикис. Не скрою, я был польщен. Встреча произошла. Касфикис был чрезвычайно любезен. Он наговорил мне много комплиментов и в заключение предложил объединить оба номера — его и мой.
— Вы будете моим помощником, — благосклонно сказал он.
Я не был тогда искушен в таких делах и не понимал истинного намерения Касфикиса: уничтожить меня, как конкурента. Я посоветовался с Смирновым-Сокольским. Он категорически запротестовал против сделки и принял все меры, чтобы она не состоялась.
— Э. Кио